# Jack McMahon
John Joseph « Jack » McMahon, né le 3 décembre 1928 à Brooklyn, à New York, décédé le 11 juin 1989 à Chicago, dans l'Illinois, est un ancien joueur et entraîneur américain de basket-ball. Il évolue durant sa carrière au poste de meneur.

## Palmarès
- Champion NBA 1958